# れんが積み技能士
れんが積み技能士（れんがづみぎのうし）とは、国家資格である技能検定制度の一種で、かつて都道府県職業能力開発協会が実施していた、れんが積みに関する学科及び実技試験に合格した者をいう。
受検者減少により2012年（平成24年）3月31日にれんが積み職種の技能検定は廃止された